# Euerdorf
Euerdorf település Németországban, azon belül Bajorországban. Lakosainak száma 1531 fő (2023. december 31.).

## Népesség
A település népessége az elmúlt években az alábbi módon változott:
| Lakosok száma | 1087 | 1327 | 1229 | 1553 | 1526 | 1541 | 1499 | 1499 | 1494 | 1531 |
|               | 1875 | 1950 | 1975 | 1987 | 2012 | 2014 | 2016 | 2017 | 2021 | 2023 |